# Élisabeth de Mac Mahon
Pour les autres membres de la famille, voir Famille de Mac Mahon.
Élisabeth de Mac Mahon, née Élisabeth Charlotte Sophie de La Croix de Castries le 13 février 1834 à Paris où elle est morte le 20 février 1900, est l'épouse de Patrice de Mac Mahon, président de la République française du 24 mai 1873 au 30 janvier 1879.

## Biographie

### Famille
Élisabeth Charlotte Sophie de La Croix de Castries naît le 13 février 1834 à Paris.
Son père, Armand Charles Henri (1807-1862), est le fils du duc Charles de La Croix de Castries et le demi-frère du duc Edmond de La Croix de Castries ; sa mère est Marie-Augusta d'Harcourt. Elle a une sœur et un frère : Jeanne (1843-1891) et Edmond Charles Auguste (1866-1886).

### Mariage

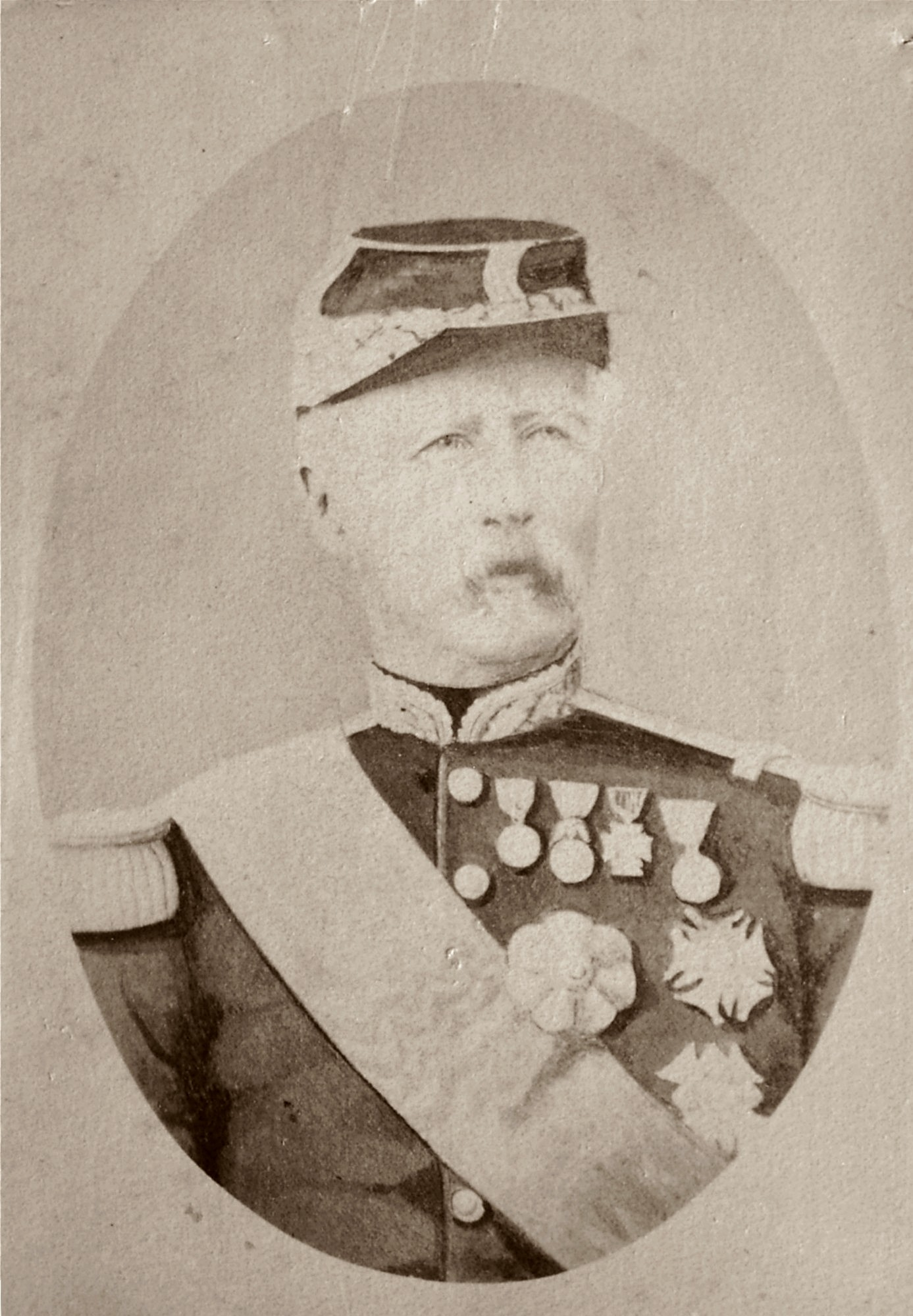
Le maréchal Patrice de Mac Mahon.

Elle devient Élisabeth de Mac Mahon le 14 mars 1854, jour de son mariage à Paris avec Patrice de Mac Mahon, futur maréchal de France et duc de Magenta.
Ils ont quatre enfants :
- Marie-Armand Patrice de Mac Mahon, duc de Magenta (10 juin 1855 - 23 mai 1927) ;
- Marie-Eugène, comte de Mac Mahon (avril 1857 - 1907) ;
- Marie-Emmanuel, comte de Mac Mahon (novembre 1859 - 1930) ;
- Marie (février 1863 - 1954).

Quand son époux devient président de la République française, en 1873, elle décide de redonner un côté plus luxueux au palais de l'Élysée, notamment en procédant à des travaux de rénovation.
Toujours habillée à la dernière mode, distinguée, Élisabeth de Mac Mahon apparaît comme une femme mondaine, organisant des réceptions au palais, mêlant l'ancienne et la nouvelle noblesse.

#### Épouse du président de la République
Élisabeth de Mac Mahon a une réelle influence sur le président de la République. Elle a en effet des opinions politiques et soutient de ce fait le comte de Chambord, prétendant au trône de France. Ainsi, elle fait savoir lorsqu'elle n'apprécie pas un ministre ou un haut fonctionnaire. Le président suit son conseil en renvoyant, en 1877, le président du Conseil, Jules Simon ; elle joue aussi un rôle dans la crise du 16 mai 1877.
Elle est présente le 8 janvier 1875, à la soirée de gala inaugurant le tout nouvel opéra Garnier. Bien que les monarchies boudent la jeune République française, des têtes couronnées sont présentes ; elle y joue son rôle d'épouse du président, saluant le roi de Hanovre ou encore la reine d'Espagne, Isabelle II. C'est d'ailleurs pour la visite en France du tsarévitch Nicolas de Russie (futur Nicolas II), qu'elle fait transformer au palais de l'Élysée, la salle de bal (commencée sous le Second Empire) en salle à manger d'honneur. Elle ordonne, en outre, la création d'un service en vermeil pour le palais qui est encore utilisé de nos jours.
Élisabeth de Mac Mahon fut présidente pendant plusieurs années du comité central de la Croix-Rouge française et créa au palais une lingerie pour fabriquer des layettes pour les enfants pauvres.

### Dernières années

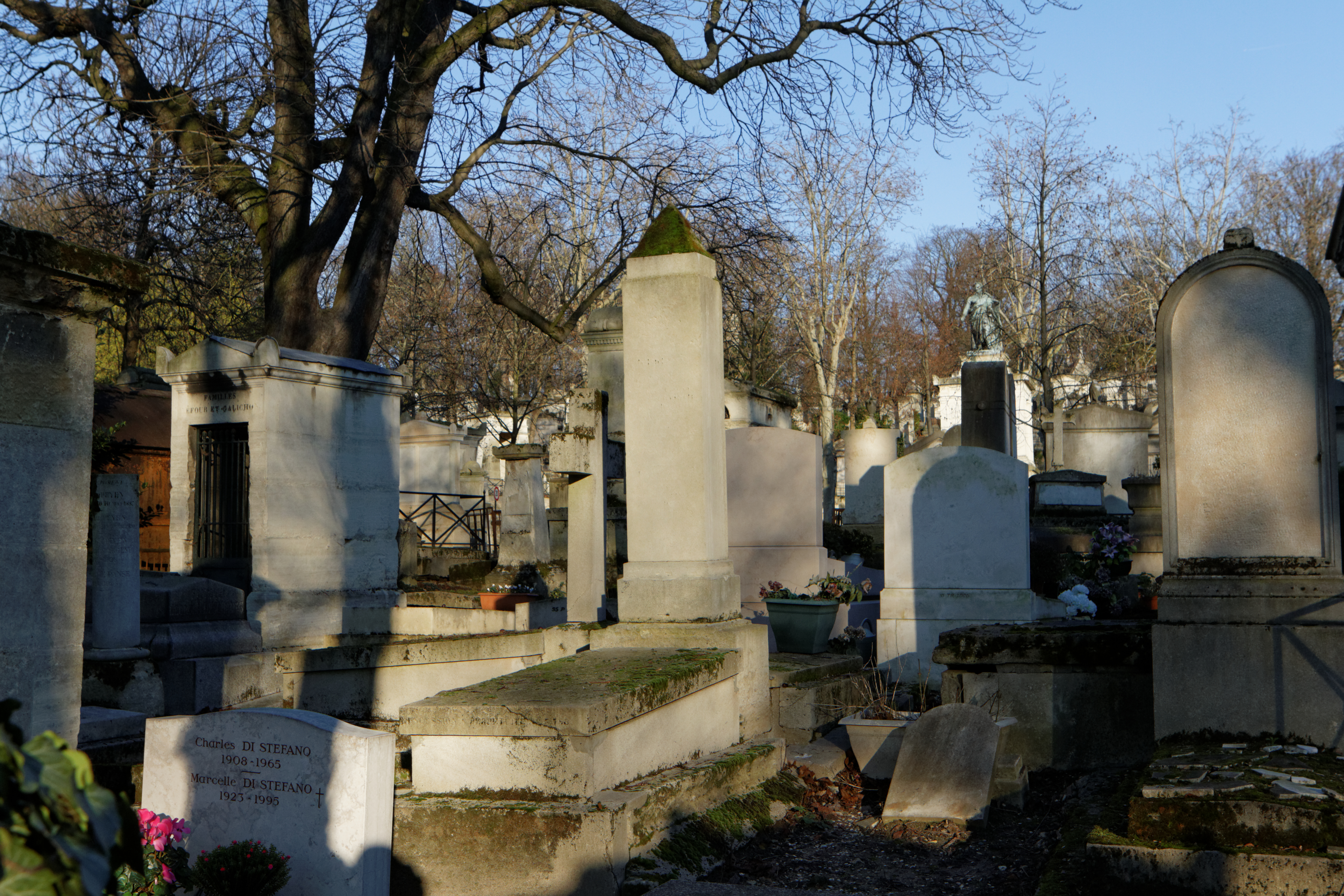
Tombe à Paris au cimetière du Père-Lachaise.

Lorsque son mari démissionne, en 1879, Élisabeth de Mac Mahon se retire avec lui dans son château de la Forêt (Loiret). Il y meurt le 17 octobre 1893.
Elle meurt le 20 février 1900 à Paris et est inhumée dans la même ville au cimetière du Père-Lachaise (13e division). Elle repose avec son grand-père, Armand Charles Augustin, duc de la Croix de Castries (1756-1842), lieutenant général, et avec sa petite-fille, la femme de lettres Élisabeth de Miribel (1915-2005).

## Annexe